# میو یاکاتا
میو یاکاتا (انگلیسی: Miyu Yakata؛ زادهٔ ۳۰ دسامبر ۱۹۹۹) بازیکن فوتبال اهل ژاپن است.